# Старопареево
Старопареево — деревня в Щёлковском районе Московской области России, входит в состав городского поселения Фряново. Население — 127 чел. (2010).

## География
Деревня Старопареево расположена на северо-востоке Московской области, в северо-восточной части Щёлковского района, примерно в 52 км к северо-востоку от Московской кольцевой автодороги и 38 км от одноимённой железнодорожной станции города Щёлково, по правому берегу реки Киленки бассейна Клязьмы.
В 3,5 км южнее деревни проходит Фряновское шоссе Р110, в 7,5 км к северо-востоку — Московское большое кольцо А108, в 19 км к юго-западу — Московское малое кольцо А107, в 19 км к северо-западу — Ярославское шоссе М8. Ближайшие сельские населённые пункты — деревни Большие Петрищи и Машино и Новопареево.
К деревне приписано садоводческое товарищество (СНТ).
Связана автобусным сообщением с рабочим посёлком Фряново (маршрут № 28).

## Население
| 1852 | 1859 | 1869 | 1886 | 1899 | 1926 | 2002 |
| ---- | ---- | ---- | ---- | ---- | ---- | ---- |
| 164  | ↗177 | ↗237 | ↘173 | ↘75  | ↗247 | ↘136 |
| 2006 | 2010 |      |      |      |      |      |
| ↗151 | ↘127 |      |      |      |      |      |

## История
В середине XIX века относилась ко 2-му стану Богородского уезда Московской губернии, в деревне было 23 двора, крестьян 73 души мужского пола и 91 душа женского.
В «Списке населённых мест» 1862 года Пареево — казённая деревня 2-го стана Богородского уезда Московской губернии по левую сторону Стромынского тракта (из Москвы в Киржач), в 38 верстах от уездного города и 37 верстах от становой квартиры, при реке Мележе, с 19 дворами и 177 жителями (83 мужчины, 94 женщины).
По данным на 1869 год — деревня Аксёновской волости 3-го стана Богородского уезда с 26 дворами, 1 каменным и 33 деревянными домами, шёлковоткацкой фабрикой, шёлковобумаготкацкой фабрикой и 237 жителями (140 мужчин, 97 женщин), из которых 41 грамотный. Количество земли составляло 388 десятин, в том числе 90 десятин пахотной. Имелось 33 лошади, 59 единиц рогатого и 11 единиц мелкого скота.
В 1913 году — 29 дворов, земское училище и шёлковая фабрика А. А. Зайцева.
По материалам Всесоюзной переписи населения 1926 года — деревня Пареевского сельсовета Аксёновской волости Богородского уезда в 4 км от Фряновского шоссе и 41 км от станции Щёлково Северной железной дороги, проживало 247 жителей (124 мужчины, 123 женщины), насчитывалось 48 хозяйств (42 крестьянских), имелись школа 1-й ступени и школа крестьянской молодёжи, работала кустарная ткацкая артель.
С 1929 года — населённый пункт Московской области в составе:
- Старопареевского сельсовета Щёлковского района (1929—1954, 1960—1963, 1965—1994)[18][19][20],
- Головинского сельсовета Щёлковского района (1954—1959)[21],
- Головинского сельсовета (до 31.07.1959) и Старопареевского сельсовета Балашихинского района (1959—1960)[21][22],
- Старопареевского сельсовета Мытищинского укрупнённого сельского района (1963—1965)[23],
- Старопареевского сельского округа Щёлковского района (1994—2006)[20],
- городского поселения Фряново Щёлковского муниципального района (2006 — н. в.)[24][25].

## Достопримечательности
- Крупная одноглавая кирпичная часовня Рождества Пресвятой Богородицы, построенная в 1899 году в русском стиле на средства фабрикантов Зайцевых и приписанная к церкви в селе Маврино. В XX веке закрыта и занята магазином. В 2001 году возвращена верующим[26].
- Бывшая фабрика и усадьба Зайцевых Шёлкоткацкая фабрика Зайцевых в д. Пареево...